# 黨衛隊保安處
帝國元首黨衛軍保安處（德語：Sicherheitsdienst des Reichsführers-SS），通稱保安局（德語：Sicherheitsdienst，縮寫）是黨衛軍屬下一個情報機關也是納粹黨成立的第一個情報機關，它與蓋世太保關係密切。1939年，黨衛軍保安局与納粹德國内政部下屬的治安警察合併為黨衛軍國家安全部。

## 歷史
1931年，党卫军组建了保安办公室（德語：Ic-Dienst），1932年，党卫军保安办公室更名为党卫队保安局，萊因哈德·海德里希担任负责人。
1933年，納粹黨取得德国政权，党卫军保安局與納粹衝鋒隊在刺探情报方面互相競爭。1934年6月9日，党卫军保安局成為納粹黨的情報機關，1938年成為开始为纳粹德国政府的情報機關之一。
保安處主要工作是找出並清除對納粹黨執政不利的敵人。為此，保安處創立了一個特工組織並在全國設立了情報網路，其後擴展到佔領區。該組織有數百名全職特工和數千名線人。党卫军保安局負責搜集情報而蓋世太保和刑事警察則負責執行工作。
1936年，莱因哈德·海德里希成為兼任德国治安警察首脑，党卫军保安局的牢牢地控制治安警察，这使得党卫军保安局的权力进一步加大。
1939年9月27日，党卫军保安局与纳粹德国内政部下属的安全警察合并为党卫军国家安全部。